# Parnassusweg 220

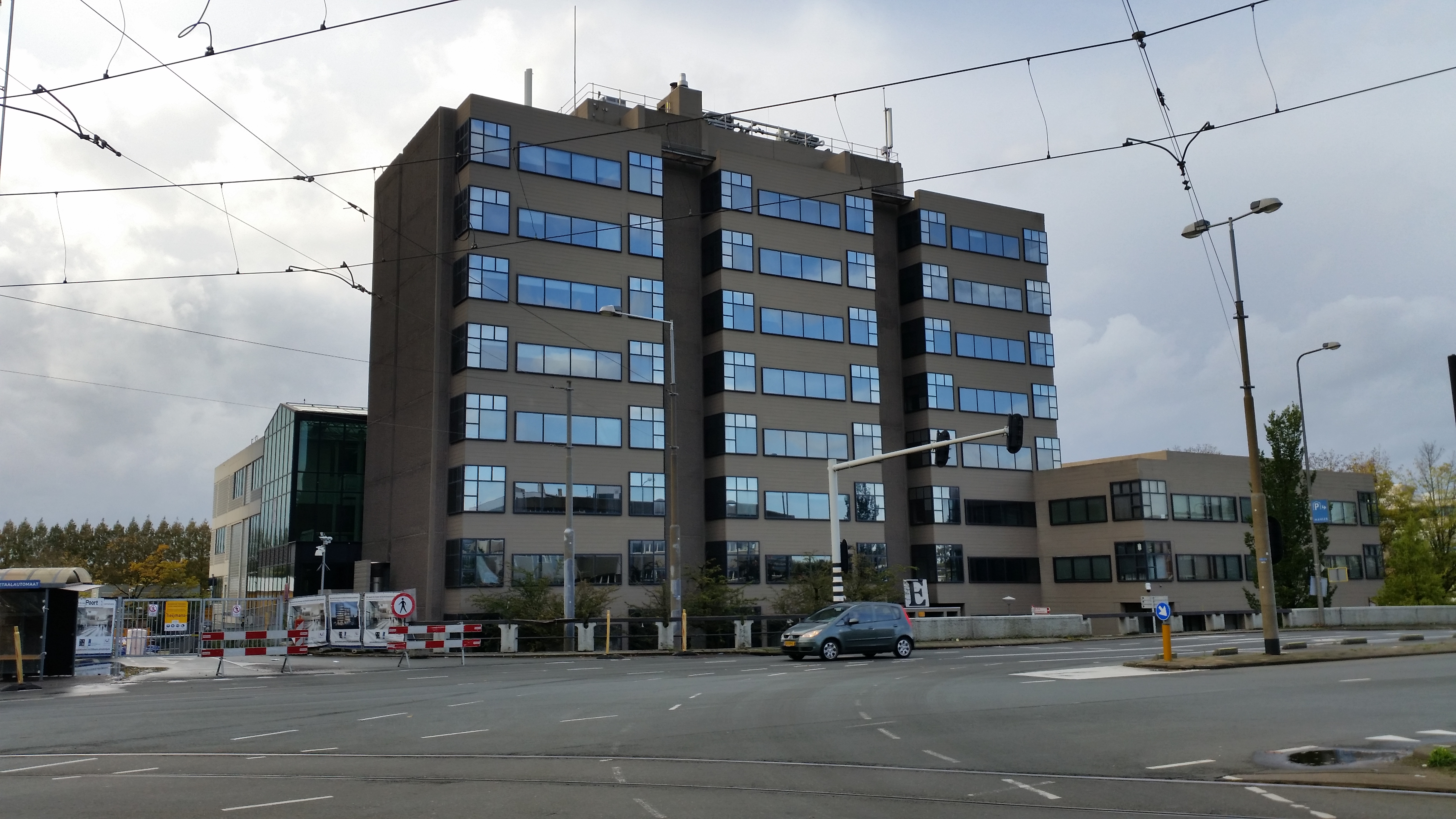
Het gebouw Parnassusweg 220
(november 2019).

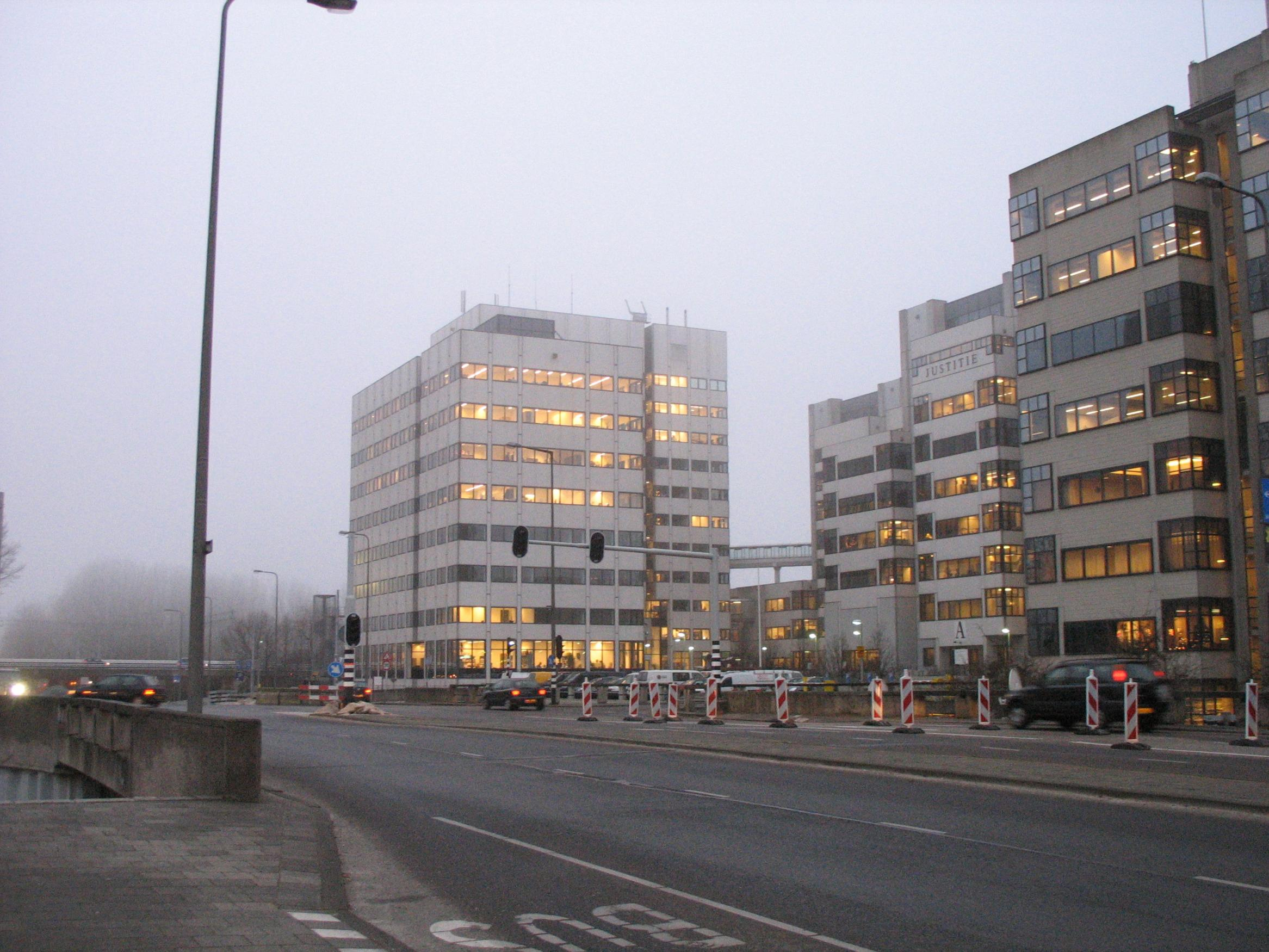
Links het alweer gesloopte deel uit 1990-2010 (2008).

Parnassusweg 220 is een gebouw aan de Parnassusweg in Amsterdam-Zuid (buurt Zuidas-Noord). Het gebouw grenst verder aan de Fred. Roeskestraat en Ringweg Amsterdam (Ringweg-Zuid). Op voordracht van Heemschut is het complex aangewezen als gemeentelijk monument.
Het originele gebouw (later aangeduid met de letter E) bood onderdak aan het Amsterdamse kantongerecht en werd begin jaren zeventig neergezet naar een ontwerp van Ben Loerakker van Architectengroep Verster, Dijkstra en Loerakker (VDL). Het gebouw werd al gepland in 1970 bij de aanleg van de Strawinskylaan, maar de voorbereidende werkzaamheden tot bouw begonnen pas in de zomer van 1972. De aanneemsom bedroeg circa 10 miljoen gulden. Het is een van de eerste grote kantoorkolossen aan wat later de Zuidas zou worden. Dit kantoor was wat dat betreft haar tijd ver vooruit, want het werd opgeleverd in 1975.
Het grotendeels symmetrische gebouw heeft zeven verdiepingen. Het herbergt kantoren en een viertal grote zittingszalen. Het gebouw is grotendeels opgetrokken uit beton. De dragende constructie is in het gebouw onbedekt gelaten en de originele bekisting is hier en daar in reliëf zichtbaar. Minister Dries van Agt opende het gebouw op 23 juni 1975. Het bood toen alleen onderdak aan het Amsterdamse kantongerecht, dat vertrok al in mei 1975 uit het gebouw aan het Kleine-Gartmanplantsoen uit 1890, en de Raad voor de Kinderbescherming.
Vanwege de onbedekte betonconstructie werd het gebouw bij oplevering ook wel gekscherend betongerecht genoemd. In de loop der jaren vonden er steeds uitbreidingen plaats, maar het gebouw bleef te klein. De rechtbank moest voor ruimte uitwijken naar het poortgebouw over de Parnassusweg en een pand aan de Prinses Irenestraat.
Vanaf 1987 kreeg het gebouw gezelschap van de Arrondissementsrechtbank Amsterdam, ook naar een ontwerp van Loerakker. Dit gebouw werd rond 1990 opgeleverd. Het had een gevel van witte keramische tegels. Ook dat gebouw werd ondanks dat het tijdens de bouw steeds aangepast werd, al tijdens die bouw te klein bevonden. In de jaren nul van de 21e eeuw werd gekeken of deze "nieuwbouw" aangepast kon worden aan de nieuwe wensen, maar dat bleek niet mogelijk; het gebouw werd na 2015 afgebroken om plaats te maken voor nieuwbouw. In 2021 werd de nieuwbouw opgeleverd aan de Parnassusweg 280, ontworpen door KAAN Architecten.
Toegang tot het gebouw en de parkeergarage verkreeg men via brug 857, maar deze is vanwege nieuwbouw, ten zuiden van het "oude" gebouw, afgesloten.
Na ingebruikname van de nieuwbouw van de rechtbank in 2021 is het gebouw uit 1975 vrijgekomen. De nieuwe bestemming wordt een nieuw museum met hedendaagse kunst. De verbouwing tot Hartwig Museum begon in januari 2025 en neemt een aantal jaren in beslag (geschatte opening 2028).